# Pulicaria
Pulicaria là một chi thực vật có hoa trong họ Cúc (Asteraceae).

## Loài
Chi Pulicaria gồm các loài: